# Wilhelmina van Baden

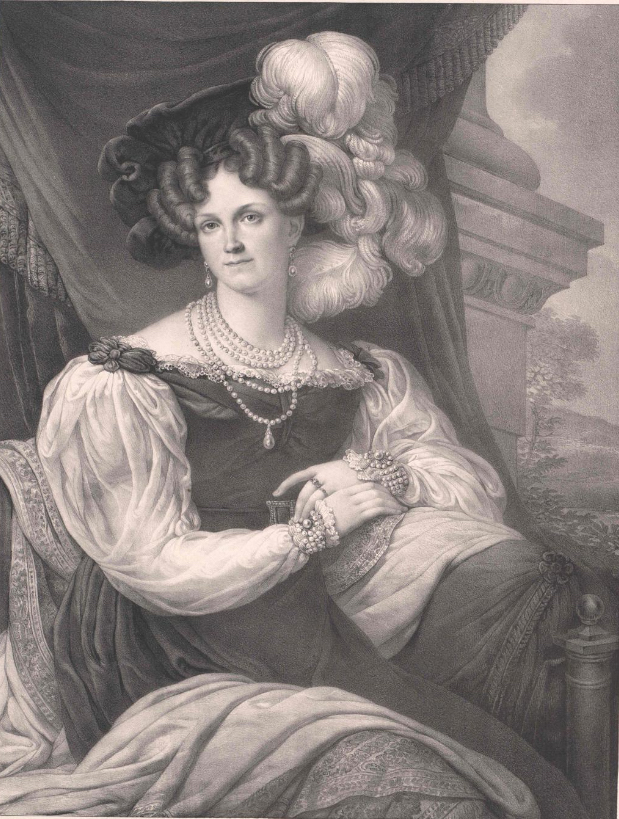
Wilhelmina van Baden

Wilhelmina Louise (Karlsruhe, 10 september 1788 – Darmstadt, 27 januari 1836) was prinses van Baden. Zij was een dochter van erfprins Karel Lodewijk en Amalia van Hessen-Darmstadt.
Ze huwde op 19 juni 1804 in Karlsruhe met prins Lodewijk van Hessen-Darmstadt (1777-1848), die in 1830 als Lodewijk II groothertog van Hessen werd. Het werd geen gelukkig huwelijk en de twee groeiden steeds verder uit elkaar. Zij kregen samen twee kinderen.
In 1820 kocht Lodewijk voor haar het landgoed Heiligenberg, waar zij zich terugtrok met haar kamerheer en minnaar August von Senarclens de Grancy. Hierna kreeg Wilhelmina nog vier kinderen, van wie het zeer waarschijnlijk is dat niet Lodewijk, maar August de vader was. Dit wordt mede gestaafd door correspondentie uit die tijd, waaruit blijkt dat verschillende ministers, diplomaten en vorsten (waaronder tsaar Nicolaas I en koningin Victoria) van het schandaal op de hoogte waren. De kinderen kwamen desondanks goed terecht: Alexander maakte carrière in het Russische leger en werd de stamvader van het huis Battenberg en Maria huwde met de latere tsaar Alexander II van Rusland.
De kinderen van Wilhelmina waren:
- Lodewijk (Darmstadt, 9 juni 1806 - Seeheim-Jugenheim, 13 juni 1877), groothertog van Hessen en aan de Rijn; ∞ I (1833) prinses Mathilde van Beieren (1813-1862); ∞ II (1868) Magdalena Appel (1846-1917)
- Karel Willem Lodewijk (Darmstadt, 23 april 1809 - aldaar, 20 maart 1877) ; ∞ (1836) prinses Elisabeth van Pruisen (1815-1885)
- Amalia Elisabeth (Darmstadt, 20 mei 1821 – Lausanne, 27 mei 1826)
- dochter (* en † 1822)
- Alexander Lodewijk (Darmstadt, 15 juli 1823 – aldaar, 15 december 1888); ∞ (1851) Julia van Hauke (1825-1895)
- Maria (Darmstadt, 8 augustus 1824 – Sint-Petersburg, 3 juni 1880); ∞ (1841) Alexander Nikolajevitsj van Rusland (1818-1881), de latere tsaar Alexander II

- Gemeinsame Normdatei: 121733599
- Virtual International Authority File: 8250413
- WorldCat: E39PBJdrCK6hRrH9WWXYRCPYT3